# Henry Kater
Henry Kater (* 16. April 1777 in Bristol; † 26. April 1835 in London) war ein britischer Physiker und Astronom, bekannt für die Entwicklung von Präzisionsinstrumenten.

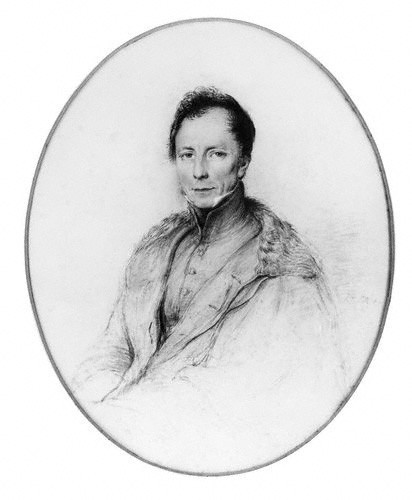
Henry Kater

Katers Vater Henry (1748–1794) war ein aus Deutschland stammender Konditor, der eine Engländerin heiratete und es in Bristol zu Wohlstand brachte. Kater wollte erst Jura studieren und ging bei einem Anwalt in die Lehre, ging aber nach dem Tod des Vaters 1794 zur Armee in Indien, wo er William Lambton in Madras bei der Großen Trigonometrischen Vermessung des Landes half. Außerdem widmete er sich mathematischen Studien und veröffentlichte darüber. 1799 trat er als Ensign ins 12th (East Suffolk) Regiment of Foot in Madras ein und wurde 1803 Lieutenant. Aus Gesundheitsgründen kehrte er 1808 nach England zurück und ging ans Senior Department des Royal Military College in Sandhurst und danach zum zweiten Bataillon seines Regiments in Jersey. Er wurde zum Captain befördert, wurde aber ab 1814 unter Halbsold vom aktiven Militärdienst freigestellt. Er widmete sich fortan wissenschaftlicher Forschung. Er lebte in London. Nach dem Tod seiner mathematisch hochbegabten Tochter Agnes (1811–1827) und seiner Ehefrau 1833 zog er sich zunehmend zurück.
Er befasste sich mit der Entwicklung von Instrumenten, wie 1817 einem nach ihm benannten Reversionspendel zur Schwerkraftmessung (Gravimeter), das zu einem Standardinstrument bei Geodäten wurde. 1825 erfand er einen Kollimator (Floating Collimator) für die Bestimmung der Horizontlage in der Astronomie und er war auch einer der Erfinder des Prismen-Kompasses. Er veröffentlichte vergleichende Untersuchungen über Cassegrain-Teleskop und Gregory-Teleskop (mit Vorteilen für das Cassegrain-Teleskop), über Kompassnadeln und über britische Längen- und Massenstandards und russische Längenstandards (wofür er 1814 den russischen St.-Annen-Orden erhielt). Er war auch Mitglied der Royal Commission on Standards. In der Astronomie veröffentlichte er über Saturnringe und Längenbestimmung aus Mondfinsternissen. Er schrieb ein Buch über Mechanik (in der Cabinet Cyclopedia von Dionysius Lardner).
1815 wurde er Fellow der Royal Society, deren Copley Medal er 1817 erhielt und deren Schatzmeister er mehrere Jahre war, 1819 korrespondierendes Mitglied der Académie des sciences und 1826 auswärtiges Mitglied der schwedischen Akademie der Wissenschaften. 1831 erhielt er die Goldmedaille der Royal Astronomical Society. 1832 wurde er in die American Academy of Arts and Sciences gewählt. 1820 hielt er die Bakerian Lecture über das beste Material und die beste Form von Kompassnadeln.
Er war mit John Herschel befreundet.
Er war seit 1810 mit Mary Frances Reeve (aus einer wohlhabenden Gutsbesitzerfamilie mit Besitz in Mexborough, South Yorkshire) verheiratet und hatte drei Kinder.
Sein Sohn Edward (1816–1866) gab nach Henry Katers Tod dessen Aufsatz über den Gangregler einer astronomischen Uhr heraus. Ein großer Teil des Nachlasses von Henry Kater kam über seinen Sohn Henry Herman Kater (1813–1881) nach Australien (Observatorium von Sydney und Universität Sydney).
Nach Kater sind in der Antarktis Kap Kater und mittelbar auch die Kater-Felsen benannt.